# Fulrad

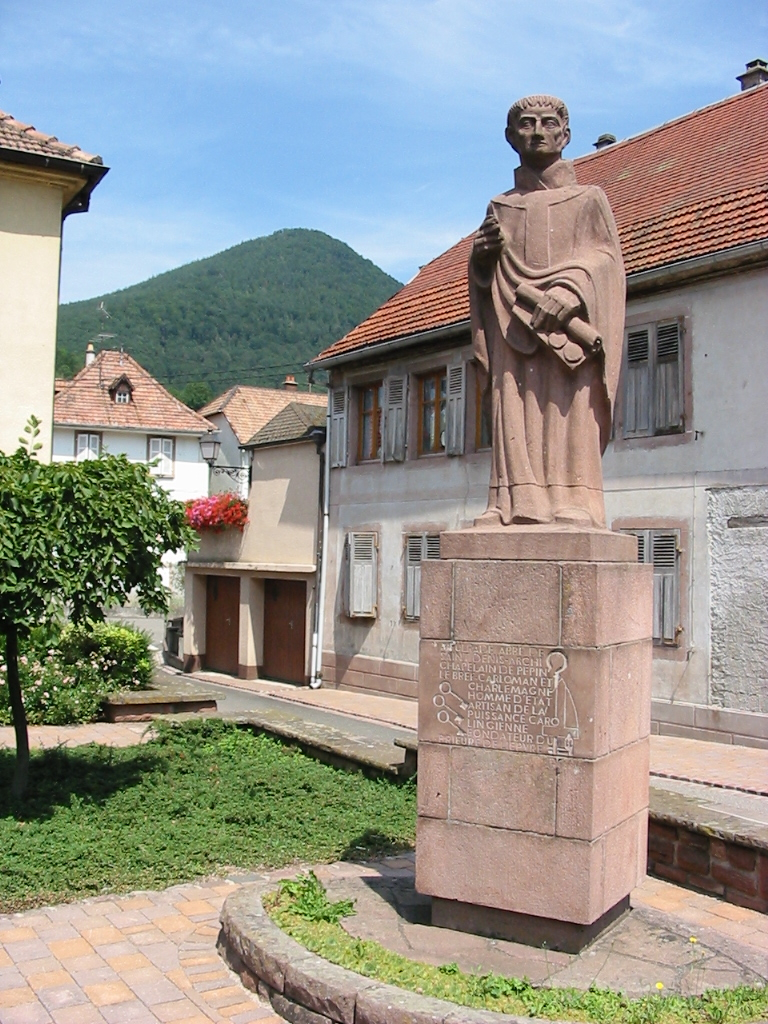
Fulrad-standbeeld in Lièpvre.

Fulrad (Andaldovillare (huidige Saint-Hippolyte) in de Elzas, ca. 710 - Saint-Denis, 16 juli 784) was een benedictijnenmonnik, abt van de Abdij Saint-Denis en een van de invloedrijkste persoonlijkheden van de tweede helft van de 8e eeuw.
Fulrads ouders Riculf en Ermengard hadden rijke bezittingen in het gebied van de Moezel en de Maas; nauwe betrekkingen van de familie met andere families van de Frankische hoge adel, o. a. de Widonen, zijn aangetoond. Fulrad zelf werd voor de eerste keer in 749 geattesteerd, maar behoorde op dit tijdstip reeds tot de belangrijkste raadgevers van Pepijn de Jongere: Fulrad werd door Pepijn, in die tijd noch hofmeier, samen met bisschop Burkard van Würzburg naar paus Zacharias gestuurd, om de afzetting van de Merovinger Childerik III en de aanstelling van Pepijn tot nieuwe Frankische koning te bekomen.
Na de succesvolle missie ontving Fulrad in 750, waarschijnlijk als teken van dank van Pepijn, de belangrijke abdij Saint-Denis en werd in 751 tot hoofd van het Hofkapel benoemd. Daarnaast nam hij verder deel aan diplomatieke activiteiten, zo onderhandelde hij in 756 over de overdracht van het exarchaat Ravenna aan de Heilige Stoel en bleef verbindingspersoon van de Frankische koningen bij de paus. Paus Adrianus I verleende aan hem de titel van archipresbiter Franciae en maakte hem daarmee tot primaat van de Frankische geestelijkheid.
In 752 is hij samen met graaf Ruthard, in koninklijke dienst gedocumenteerd. Door Ruthard verwierf hij bezit in Breisgau, dat eigenlijk tot het Rijk toebehoorde. De "Adelungcella" (Hoppetenzell) werd door Adalung, bisschop van Eichstätt, aan hem overgedragen.
Fulrad zou ook aan de kerstening van de Saksen hebben deelgenomen. Men neemt aan dat de monniken van abt Fulrad van Saint-Denis en deze zelf omstreeks 777 in Lerigau daar als zendeling werkten.
Als abt van Saint-Denis slaagde hij erin, verloren gegane bezittingen van het klooster terug en daarbovenop nieuwe gebieden te winnen en door talrijke klooster- en cellenstichtingen in de Elzes en het zuiden van Baden, het aanzien van Saint-Denis te doen stijgen: zo ontstonden o. a. op zijn initiatief de kloosters in Lièpvre, Salonnes, St.-Pilt (huidige Saint-Hippolyte) en Esslingen am Neckar, en mogelijk ook Schwäbisch Gmünd. Ook met Beierse kloosters als die van Tegernsee, Salzburg of Schäftlarn had hij betrekkingen aangeknoopt.
Zijn enorme privébezit in de Elzas, maar ook in Zwaben en Rome vermaakte hij in zijn testament aan het klooster Saint-Denis.